# MÁV Nosztalgia Kft.

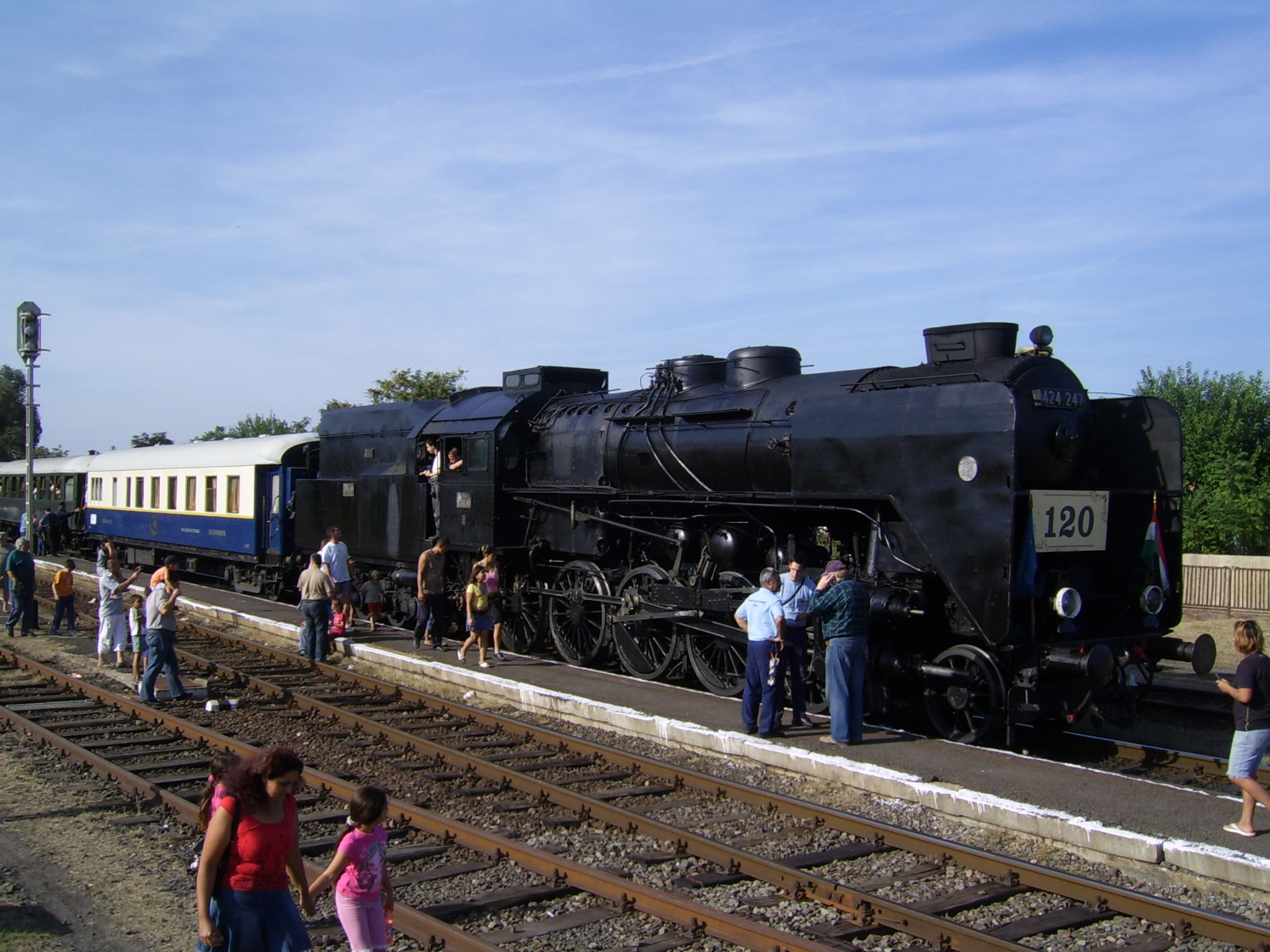
Nosztalgiavonat Örkényen

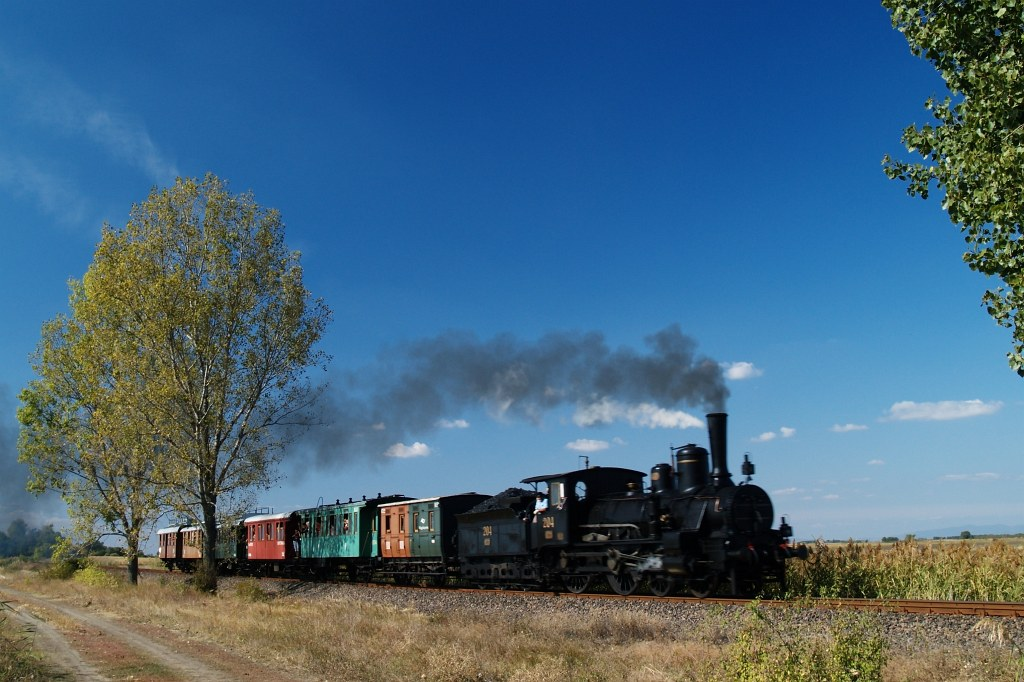
Nosztalgiavonat Jászdózsa és Jászapáti között

A MÁV Nosztalgia Idegenforgalmi és Szolgáltató Kft. a MÁV Zrt. és az Intertraverz Zrt. közös vállalkozása volt.

## Története
A társaság személyszállításra és árufuvarozásra egyaránt érvényes vasútvállalati engedéllyel rendelkezett.
A MÁV Nosztalgia Kft. fő tevékenysége a vasúti nosztalgiautazások szervezése volt korabeli, felújított vonatokkal, melyek a 19-20. század fordulójának hangulatát idézik.
A nosztalgia járművek – közel 70 különböző típus – európai hírűek és muzeális értékűek. A nosztalgia vonatok úti céljai – budapesti indulással – a kedvelt vidéki turistaközpontok, gasztronómiai fesztiválok és környező országok városai és kirándulóhelyei voltak.
A MÁV Nosztalgia Kft. üzemelteti, számos egyéb jármű mellett, az 1912-ben gyártott WR2347-es számú étkezőkocsit, amely a legidősebb, működő étkezőkocsi a világon. Járműállományába tartozik még egy, majd még egy, tehát összesen 2 darab 424-es típusú gőzmozdony is.
Az osztott tulajdonosi háttere miatt 2021. április 1-jén végelszámolást indítottak el a cégnél. A MÁV Nosztalgia megszűnésével egy időben a tevékenységét, a nosztalgia- és élményvonatozást átszervezték az új MÁV Rail Tours Kft. leányvállalatba.